# Scaphopetalum blackii
Scaphopetalum blackii är en malvaväxtart som beskrevs av Maxwell Tylden Masters. Scaphopetalum blackii ingår i släktet Scaphopetalum och familjen malvaväxter. Utöver nominatformen finns också underarten S. b. letestui.